# USA Jet Airlines

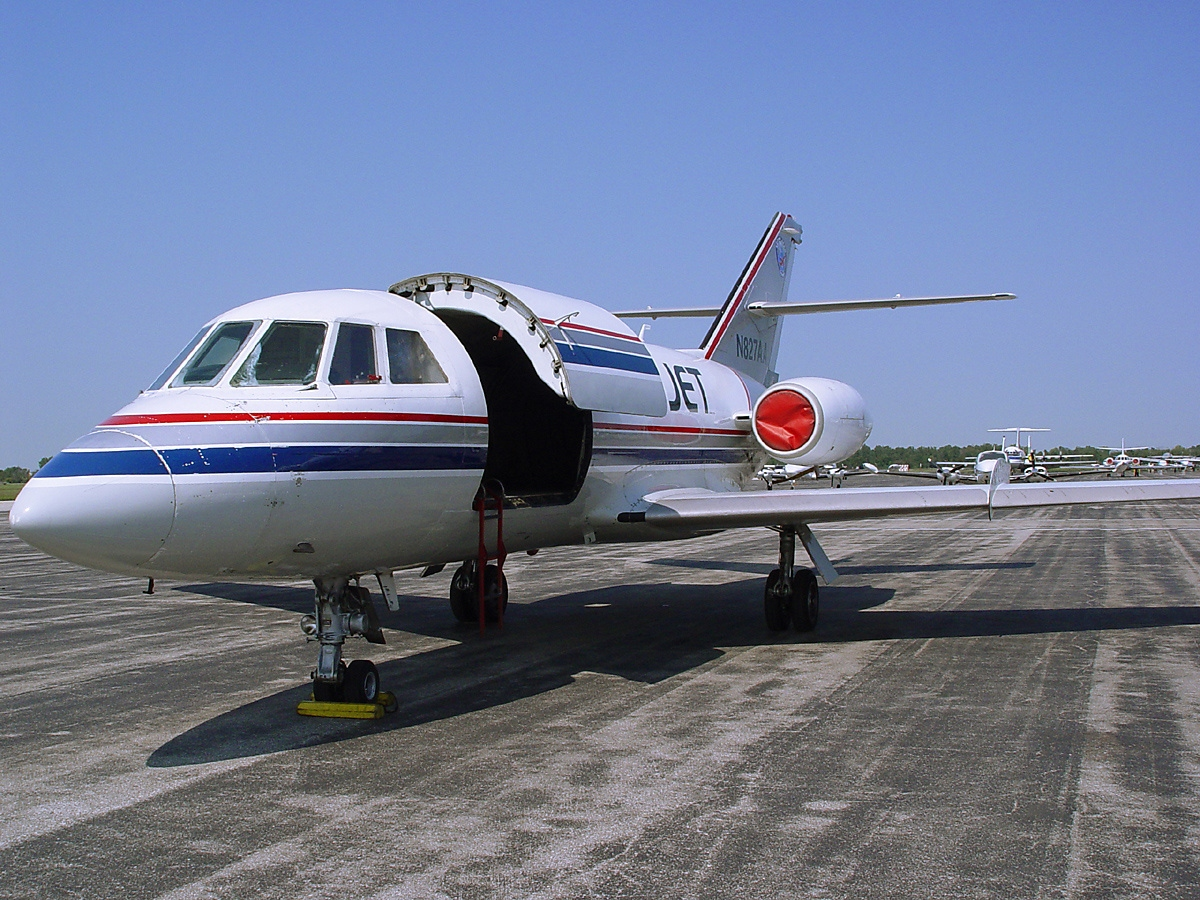
Un Dassault Falcon FA-20 con una de las libreas antiguas de USA Jet Airlines.

USA Jet Airlines es una aerolínea de carga estadounidense con sede en las instalaciones del Aeropuerto Willow Run, en el municipio de Van Buren (Míchigan). USA Jet opera vuelos chárter de carga aérea bajo demanda, y anteriormente vuelos de pasajeros desde el Aeropuerto Willow Run. USA Jet Airlines es una división de Ascent Global Logistics (anteriormente Active Aero Group).

## Historia
En agosto de 2013, USA Jet Airlines se convirtió en el primer operador del mundo en realizar una conversión de pasajero a carguero de un MD-80. La aeronave, convertida por Aeronautical Engineers, Inc., compite en el mercado de carga con el Boeing 727. En febrero de 2023, USA Jet retiró los tres últimos aviones de su flota de McDonnell Douglas DC-9.[cita requerida]

## Flota

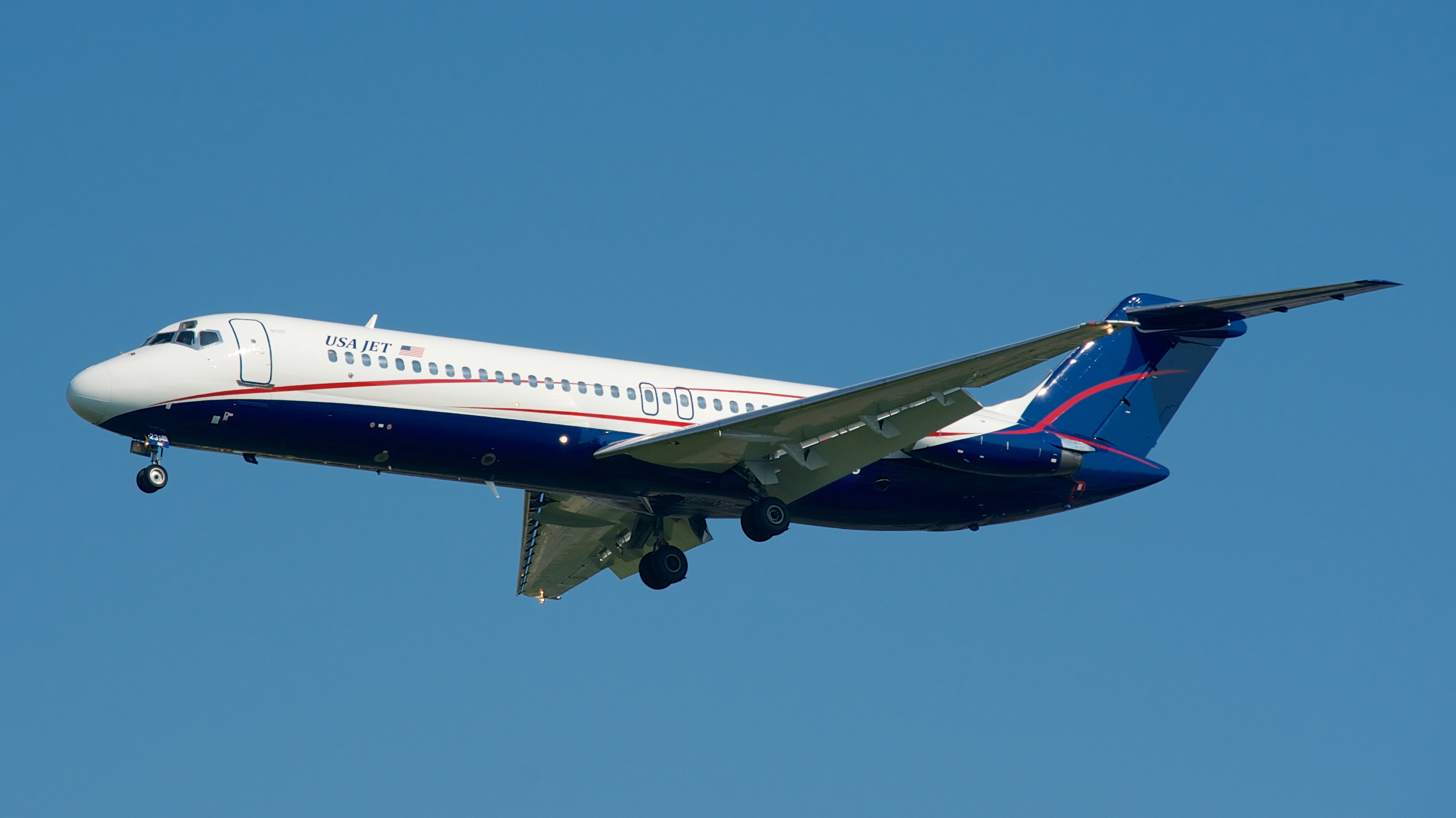
Un antiguo McDonnell Douglas DC-9 de USA Jet (2012)

### Flota actual
En marzo de 2023, la flota de USA Jet Airlines incluía las siguientes aeronaves:[cita requerida]
| Aeronave                  | En flota | Pedidos | Notas             |
| ------------------------- | -------- | ------- | ----------------- |
| McDonnell Douglas MD-88SF | 6        | —       | Carga             |
| McDonnell Douglas MD-83SF | 1        | —       | Carga             |
| Boeing 727-200F           | 2        | —       | Carga             |
| Dassault Falcon 20        | 6        | —       | Pasajeros y carga |
| Total                     | 15       | —       |                   |

### Flota histórica
USA Jet Airlines también operó anteriormente las siguientes aeronaves:[cita requerida]
| Aeronave                  | Cantidad | Notas                 |
| ------------------------- | -------- | --------------------- |
| McDonnell Douglas MD-83   | 1        | Convertido a carguero |
| McDonnell Douglas DC-9-15 | 1        | Convertido a carguero |
| McDonnell Douglas DC-9-31 | 3        |                       |

## Accidentes e incidentes
- El 8 de julio de 2008, un DC-9-15F (N199US) se estrelló en una carretera mientras se aproximaba al Aeropuerto Internacional Plan de Guadalupe en Saltillo, México, durante un vuelo programado de carga desde los EE. UU. La Junta Nacional de Seguridad en el Transporte, que confirmó la muerte del piloto, informó que no hubo personas heridas en el suelo. El copiloto sufrió quemaduras graves.[5] El vuelo 199 partió del Aeropuerto Detroit-Willow Run, MI (YIP) el 5 de julio hacia Hamilton (YHM), Canadá, para recoger carga. Se cargaron piezas automotrices y el vuelo continuó hacia Shreveport (SHV), donde llegó a las 23:19 CDT. Después de pasar por la aduana, despegó nuevamente a las 23:48 CDT, con destino a Saltillo (SLW), México. El DC-9 se estrelló en un área industrial a 800 m al norte del aeropuerto. El avión se desintegró y se incendió.[6]

- El 1 de septiembre de 2005, un Falcon 20 chocó contra un grupo de palomas mensajeras poco después de despegar en el condado de Lorain, Ohio, lo que provocó que ambos motores se apagaran. Cuando el tren de aterrizaje se retrajo, el avión se estrelló más allá de la pista y se destruyó tras el impacto. La tripulación sufrió heridas leves.[cita requerida]

## Curiosidades
- Un McDonnell Douglas DC-9 de USA Jet Airlines fue utilizado para el rodaje de la película Cedar Rapids y otro pintado para We Are Marshall.[cita requerida]